# Bob Thomas (reporter)
Pour les articles homonymes, voir Thomas et Bob Thomas.
Bob Thomas, né le 26 janvier 1922 à San Diego et mort le 14 mars 2014 à Encino (Los Angeles), est un journaliste américain spécialisé dans les reportages et les biographies du monde du cinéma hollywoodien. Il a travaillé pour le groupe Associated Press à partir de 1944.

## Biographie
Bob Thomas a grandi à Los Angeles où son père était un agent publicitaire cinématographique. Il a été à l'Université de Californie à Los Angeles. Il vécut avec sa femme Patricia à Encino et ont eu trois filles.

### Carrière d'auteur
Thomas a développé son trait particulier en proposant aux célébrités des activités qui permettait de mettre en évidence leurs personnalités que ce soit par la mesure de leur tour de taille après l'accouchement (comme il le fit avec Betty Grable) ou simplement en jugeant quelle taille devait avoir une "grande" dame ce qu'il fit en l'embrassant (avec June Haver).
Considéré comme le doyen des reporters d'Hollywood, Bob Thomas a écrit sur le milieu du cinéma pour l'Associated Press depuis l'époque où Hollywood était dirigée par les hommes qui l'ont fondée : Jack Warner, Darryl F. Zanuck, Harry Cohn et Louis B. Mayer.
Durant sa longue carrière de reporter pour AP, Thomas a écrit plus de 30 ouvrages. Certains auteurs considèrent sa biographie du producteur Irving G. Thalberg en 1969 comme le début de sa carrière en coulisse. Parmi les biographies réalisées on retrouve : Joan Crawford, Marlon Brando, David O. Selznick, Walter Winchell, Bob Hope, Bing Crosby, Howard Hughes, Abbott et Costello, Walt Disney.
Ses biographies de Howard Hughes et Abbott et Costello ont été adaptées en téléfilms.
Il était le scénariste et coproducteur du documentaire A Century of Cinema (1994).

### Biographie et histoire du cinéma
- If I Knew When (avec Debbie Reynolds)
- Disney's Art of Animation
- The Massie Case (avec Peter Packer)
- King Cohn
- Thalberg
- Selznick
- The Secret Boss of California: The Life and High Times of Art Samish (avec Arthur Samish)
- The Heart of Hollywood
- Winchell
- Howard, the Amazing Mr. Hughes (with Noah Dietrich)
- Marlon: Portrait of the Rebel as an Artist
- Joan Crawford[2]
- The Road to Hollywood (with Bob Hope)
- Bud & Lou: The Abbott and Costello Story
- The One and Only Bing
- Walt Disney: An American Original, 1994

### Fiction
- The Flesh Merchants
- Weekend 33
- Dead Ringer, 1964
  - La Minute de mensonge, Série noire no 1022, 1966

### Jeunesse
- Walt Disney: Magician of the Movies
- Donna DeVarona, Gold Medal Winner

### Anthologie
- Directors in Action[2]

## Récompenses
Pour sa contribution à l'industrie du cinéma, Bob Thomas a été honoré par une étoile sur le Hollywood Walk of Fame au 6879 Hollywood Boulevard.
En 2009, en reconnaissance des 60 années de couverture du monde des loisirs pour Associated Press, la Publicists Guild l'a décoré d'une récompense pour sa carrière.